# Achtzigjähriger Krieg
Westeuropa

Oosterweel – Dahlen – Heiligerlee – Jemgum – Jodoigne – Le Quesnoy – Brielle – Mons – Goes – 1. Mechelen – Naarden – Middelburg – Haarlem – Alkmaar – Geertruidenberg – Leiden – Delft – Valkenburg – Mooker Heide – Schoonhoven – Zierikzee – 1. Antwerpen – Gembloux – Rijmenam – 1. Deventer – Borgerhout – 1. Maastricht – 2. Mechelen – 1. Steenwijk – Kollum – 1. Breda – Noordhorn – Niezijl – Lochem – Lier – Eindhoven – Steenbergen – Ghent – Aalst – 2. Antwerpen – IJsseloord – Empel – Boksum – 1. Grave – 1. Venlo – Axel – Neuss – 1. Rheinberg – Zutphen – 1. Sluis – 1. Bergen-op-Zoom – 2. Geertruidenberg – 2. Breda – 2. Zutphen – 2. Deventer – Delfzijl – Knodsenburg – 1. Hulst – Nijmegen – Rouen – Caudebec – 2. Steenwijk – 1. Coevorden – 3. Geertruidenberg – 2. Coevorden – Groningen – Huy – 1. Groenlo – Lippe – Calais – 2. Hulst – Turnhout – 2. Rheinberg – 1. Moers – 2. Groenlo – Bredevoort – Enschede – Ootmarsum – 1. Oldenzaal – 1. Lingen – 1. Schenckenschans – Zaltbommel – Rees – San Andreas – Nieuwpoort – 3. Rheinberg – Ostende – 1. 's-Hertogenbosch – 2. Grave – Hoogstraten – 3. Sluis
Zwölfjähriger Friede

2. Lingen – 3. Groenlo – Aachen – Jülich – 2. Bergen op Zoom – Fleurus – 3. Breda – 2. Oldenzaal – 4. Groenlo – 2. 's-Hertogenbosch – Slaak – 2. Maastricht – Leuven – 2. Schenkenschans – 4. Breda – 2. Venlo – Kallo – 3. Hulst
Europäische Gewässer

Vlissingen – Borsele – Haarlemmermeer – Zuiderzee – Schelde – Lillo – Ponta Delgada – Bayona Islands – Golf von Almería – 1. Cadiz – Azoren – Straße von Dover – 2. Sluis – 1. Kap St. Vincent – 1. Gibraltar – 2. Gibraltar – 2. Cadiz – Lizard Point – Dünkirchen – Calais – Downs – 2. Kap St. Vincent – 2. St. Martin
Amerika

Bahia – Matanzas – St. Martin – San Juan – Abrolhos – Pernambuco – Südchile
Ostindien

Playa Honda – 1. San Salvador – 2. San Salvador – La Naval de Manila – Puerto de Cavite
Im Achtzigjährigen Krieg (auch Spanisch-Niederländischer Krieg, spanisch guerra de Flandes, niederländisch Tachtigjarige Oorlog) von 1568 bis 1648 erkämpfte die Republik der Sieben Vereinigten Provinzen ihre Unabhängigkeit von der spanischen Krone und damit vom Haus Habsburg. Mit seinem Ende schieden die nördlichen Niederlande aus dem Verband des Heiligen Römischen Reichs aus. Der südliche Teil der Niederlande blieb dagegen vorerst bei Spanien und kam später zu Österreich. Im 19. Jahrhundert ging daraus Belgien hervor. Die Niederlande wurden damit dauerhaft geteilt (außer von 1815 bis 1830 im Rahmen des Königreichs der Vereinigten Niederlande).
Der Krieg entwickelte sich aus einem Aufstand der Niederländer gegen den spanischen und katholischen Landesherrn Philipp II., der vor allem von Calvinisten ausging. Nachdem die Spanier den ersten Aufstand noch hatten unterdrücken können, entwickelten sich ab 1572 abermals Unruhen, die nach und nach das ganze Land erfassten. Mit Ausnahme des Zwölfjährigen Waffenstillstands in der Zeit von 1609 bis 1621 dauerten die Kämpfe bis 1648 an. Schließlich erkannte Spanien die Unabhängigkeit der nördlichen Niederlande im Frieden von Münster (nicht gleichzusetzen mit dem Westfälischen Frieden, welcher den Dreißigjährigen Krieg beendete) offiziell an.

## Vorgeschichte
Vor dem Krieg gehörten die Spanischen Niederlande, die damals sowohl die heutigen Niederlande als auch Belgien, Luxemburg und einen Teil Nordfrankreichs umfassten, zum Heiligen Römischen Reich und wurden vom spanischen Zweig der Habsburger beherrscht. Sie bestanden aus 17 Provinzen. Um die Mitte des 16. Jahrhunderts verbreitete sich in den Niederlanden im Zuge der Reformation der Calvinismus. Die Niederlande stellten damals eine bedeutende wirtschaftliche Macht dar. Antwerpen war ein Zentrum des europäischen Kapitalmarktes. Antwerpen und Rotterdam waren durch ihre Häfen außerdem bedeutende Umschlagplätze für den Handel mit Waren aus Übersee und den neuen Kolonien in Südamerika. Wegen dieser geballten wirtschaftlichen Macht und wegen der wichtigen strategischen Lage waren die spanischen Habsburger nicht gewillt, die Niederlande aus ihrem Besitz zu entlassen.
Philipp II. übernahm die Herrschaft über die Niederlande 1555 von seinem Vater Karl V. Er setzte die bereits unter diesem begonnenen Ketzerverfolgungen (Inquisition), die Unruhen in den Niederlanden hervorgerufen hatten, noch konsequenter fort. Im Jahre 1559 ernannte er im Zuge einer kirchlichen Reorganisation neue Bischöfe, die auch in den Generalständen der Provinzen, den sogenannten Generalstaaten, vertreten sein sollten, und verkleinerte die Bistümer. Damit wollte Philipp einerseits die Gegenreformation verschärfen, andererseits aber auch die ständischen Freiheiten, die den Provinzen im „Großen Privileg“ 1477 zugestanden worden waren, wieder rückgängig machen. Als Statthalterin in den Niederlanden setzte er seine Halbschwester Margarethe von Parma ein und stellte ihr als ersten Minister den Bischof von Mechelen, Kardinal Antoine Perrenot de Granvelle, zur Seite. Philipp selbst ging 1560 wieder nach Spanien zurück; 1561 zog er dann auch seine Truppen aus den Niederlanden ab.

## Der niederländische Unabhängigkeitskampf
Einige Mitglieder des niederländischen Staatsrates unter der Führung von Wilhelm I. von Oranien und der Grafen von Egmond und Hoorn protestierten vehement gegen diese Änderungen und erzwangen 1564 Granvelles Rücktritt. In einer Bittschrift, dem sogenannten „Adelskompromiss von Breda“, forderten die Aufständischen (die sich selbst „Geusen“, übersetzt: „Bettler“, nannten) von der Statthalterin Margarethe von Parma explizit die Beendigung der Inquisition und der Verfolgung der Protestanten sowie die Wiederherstellung ihrer ständischen Freiheiten.

Orte wichtiger militärischer Auseinandersetzungen im Jahr 1568

Der Protest gegen die spanische Herrschaft erreichte im selben Jahr mit den Bilderstürmen der Calvinisten einen ersten Höhepunkt. Philipp hob daraufhin zwar die Inquisition auf, entsandte aber 1567 den Herzog von Alba, Fernando Álvarez de Toledo, als neuen Statthalter mit spanischen Truppen zu einer Strafexpedition in die Niederlande. Alba gelang es auch zunächst, die regionalen Aufstände mit Hilfe eines Sondergerichtes, des so genannten Blutrats von Brüssel, zu unterdrücken. Dabei wurden 1037 Aufständische hingerichtet, unter ihnen die Grafen von Egmond und von Hoorn. Im selben Jahr besiegte Alba auch die niederländischen Truppen unter Führung von Wilhelm I. von Oranien.

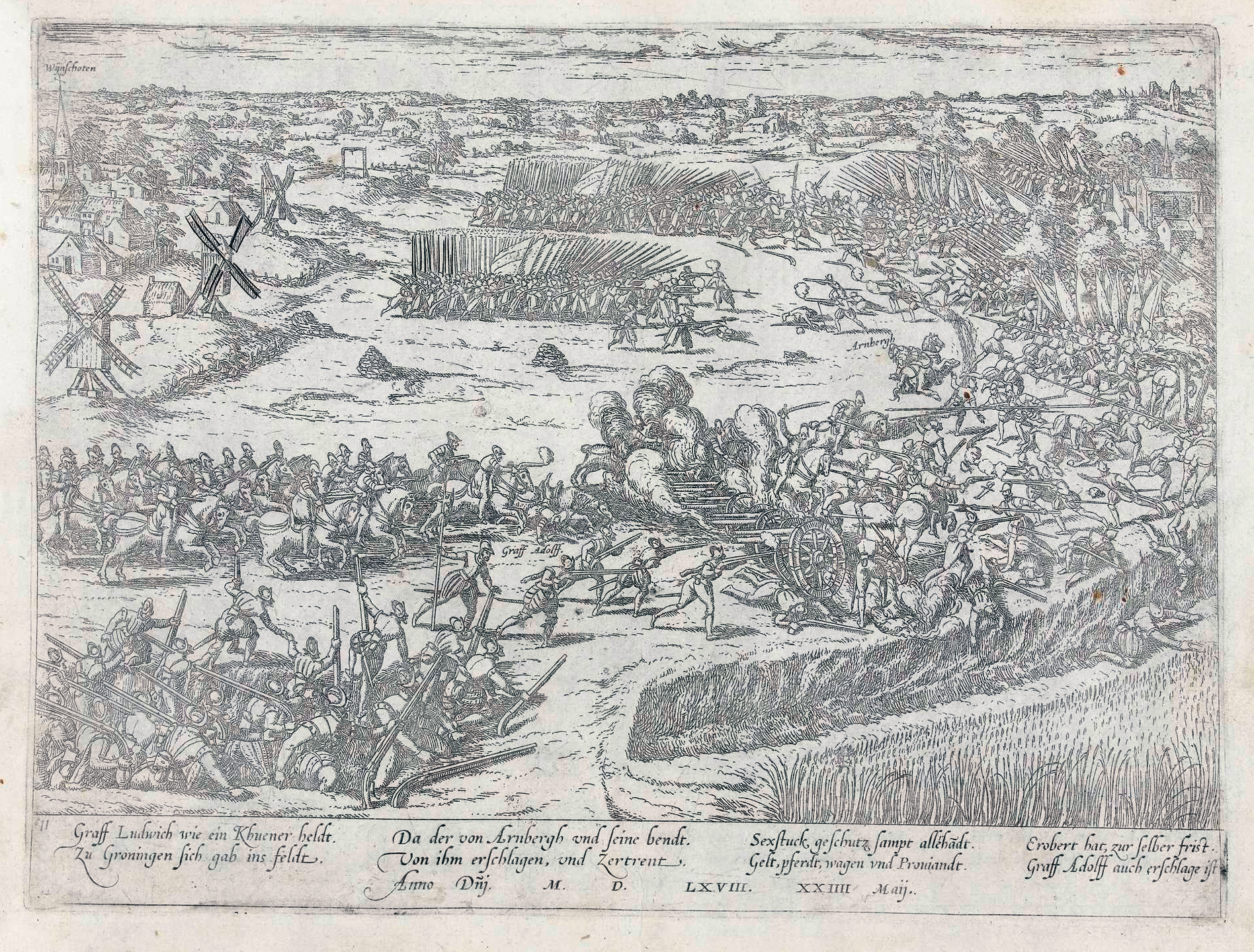
Die Schlacht von Heiligerlee (1568) in einer zeitgenössischen Darstellung

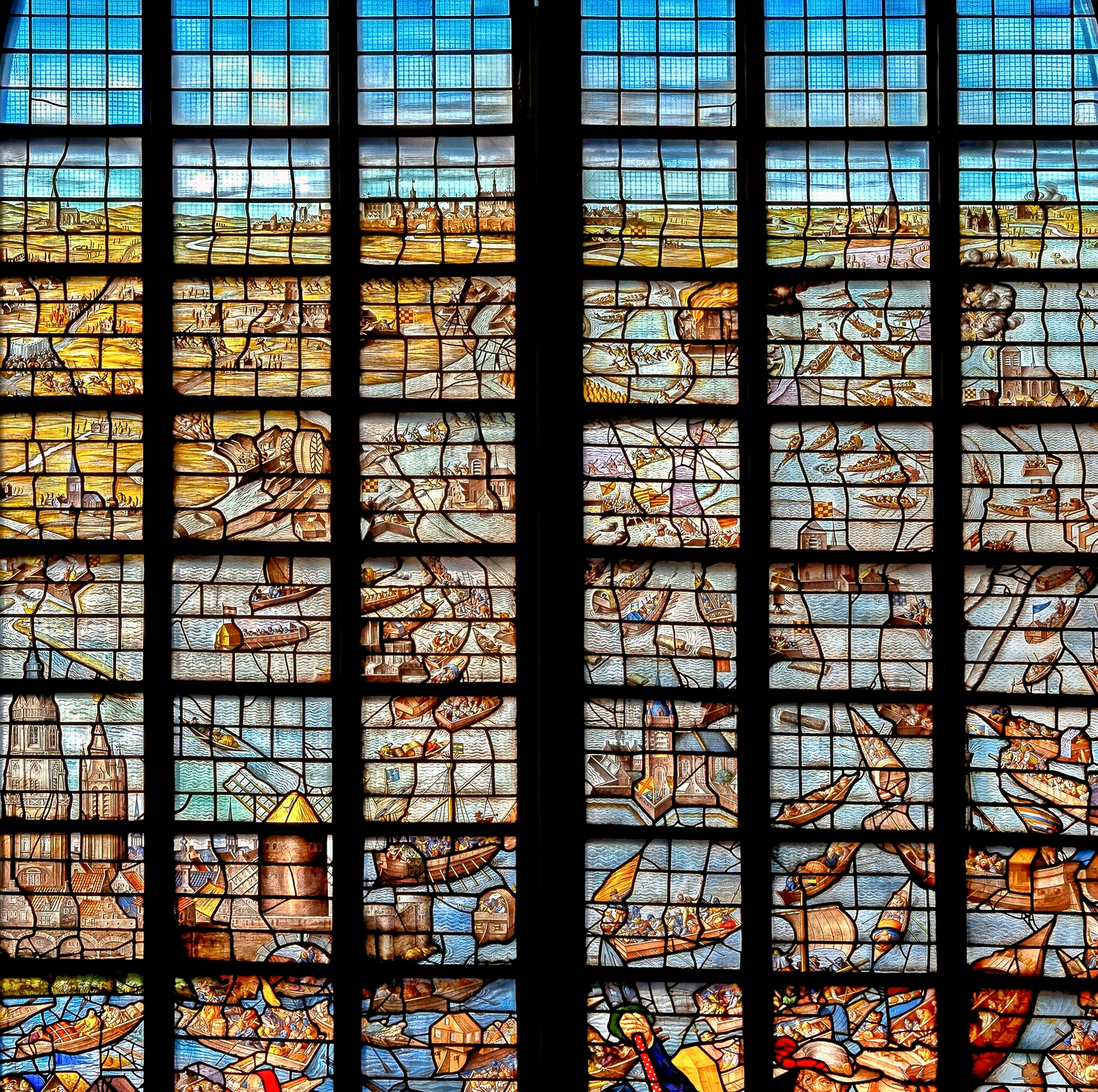
Die Befreiung von Leiden (1574), Glasmalerei aus der Sint Janskerk in Gouda (1603)

Mit seinen rücksichtslosen und willkürlichen Aktionen provozierte Alba jedoch neue Aufstände der Niederländer. Waren die Unruhen bis dahin meist regional begrenzt und noch größtenteils unkoordiniert, so erfasste der Aufstand nun das ganze Land. Die Behauptung, die Kongregation der römischen und allgemeinen Inquisition unter Papst Pius V. habe in einem Dekret vom 16. Februar 1568 faktisch alle etwa drei Millionen Niederländer wegen Häresie zum Tode verurteilt und habe nur wenige benannte Personen davon ausgenommen, geht jedoch auf eine Fälschung zurück.
In einer diplomatischen Geheimkonferenz vom 2. bis 4. April 1568 auf Schloss Freudenberg (im Siegerland, Südwestfalen) wurde einer Delegation der Edlen von Gelderland die militärische Unterstützung im Kampf gegen Spanien durch Wilhelm I. von Oranien zugesagt. Der Achtzigjährige Krieg begann mit dem ersten militärischen Aufeinandertreffen beider Seiten in der Schlacht von Heiligerlee 1568, in der Adolf von Nassau, der Bruder Wilhelms von Oranien, fiel.
Vor allem die „Wassergeusen“ genannten niederländischen Kaperschiffer machten in der Folge den Spaniern durch ihre fortwährenden Angriffe auf Seetransporte und Stützpunkte schwer zu schaffen. 1572 gelang ihnen der größte Erfolg, als sie die Provinzen Zeeland und Holland eroberten. Als Statthalter der befreiten Provinzen wurde Wilhelm I. von Oranien gewählt, womit ihm faktisch die Führung des Widerstandes gegen Spanien übertragen wurde.
1573 wurde Alba durch Don Luís de Zúñiga y Requesens abgelöst. Auch wenn der neue Statthalter zunächst erfolgreicher als sein Vorgänger war, gelang den Aufständischen erneut ein großer Sieg: Sie fluteten das Land, segelten nach Leiden und befreiten die Stadt von den spanischen Belagerern (Belagerung von Leiden). Gemeinsam formulierten alle Siebzehn Provinzen ihre Forderungen nach Abzug der spanischen Truppen und religiöser Toleranz in der „Genter Pazifikation“ (1576). Sie wurde von den Generalstaaten in Antwerpen ratifiziert. Der neue spanische Statthalter Don Juan de Austria, ein Halbbruder des Königs Philipp II., akzeptierte die Forderungen formal, trotzdem gingen die Unruhen weiter. Die Genter Pazifikation sollte die letzte gemeinsame Handlung der Siebzehn niederländischen Provinzen sein.

## Der lange Weg zum Frieden
Im Jahre 1579 zerbrach die in der Genter Pazifikation dokumentierte Einheit der niederländischen Provinzen an konfessionellen Gegensätzen. Einige südliche, überwiegend französischsprachige Provinzen schlossen sich am 6. Januar zur (katholischen) Union von Arras (niederländisch: Atrecht) zusammen. Die nördlichen Provinzen mit überwiegend calvinistischer Bevölkerung schlossen sich dagegen am 23. Januar zur Utrechter Union zusammen. Auch die Staaten Flanderns und Brabants waren Mitglied der Utrechter Union. Sie opponierten weiter gegen Spanien und verlangten das Recht auf freie Religionsausübung. Am 24. Juli 1581 bildeten die Provinzen der Utrechter Union die Republik der Vereinigten Niederlande, erklärten im Plakkaat van Verlatinghe ihre Unabhängigkeit vom König und ernannten Wilhelm I. von Oranien zum Statthalter in den verschiedenen Staaten. Als treibende Kraft hinter der Utrechter Union und der Unabhängigkeitserklärung gilt die Provinz Holland. Die Trennung der Niederlande in die „Generalstaaten“ und die „Spanischen Niederlande“ war nun besiegelt. Aus dem Aufstand der Niederlande gegen die spanischen Besatzer, der im Süden seinen Anfang nahm, wurde jetzt ein Kampf um Unabhängigkeit der Generalstaaten.
Die nicht der „Union von Arras“ beigetretenen Teile der südlichen Provinzen wurden zwischen 1581 und 1585, teils nach schwierigen Belagerungen, von den Spaniern unter dem neuen Statthalter Alexander Farnese, dem Sohn Margaretes von Parma, unterworfen. Auch große Teile der nordöstlichen Niederlande wurden in diesen Jahren von den Spaniern erobert, aber diese Eroberungen wurden nach 1589 von den Rebellen rückgängig gemacht. Erfolgreich verlief am Ende nur der Unabhängigkeitskrieg im Norden. Zwar wurde Wilhelm 1584 vom Katholiken Balthasar Gérard ermordet, die Generalstaaten konnten sich jedoch relativ schnell auf Wilhelms Sohn Moritz von Oranien als Nachfolger einigen. Als Alexander Farnese 1585 Antwerpen eroberte, waren die Provinzen der Utrechter Union auf das Höchste gefährdet. Es gelang jedoch dem Landesadvokaten der Provinz Holland, Johan van Oldenbarnevelt, 1596 einen Pakt der Generalstaaten mit England auszuhandeln. Mit dessen finanzieller und militärischer Unterstützung wurde der Krieg gegen Spanien weitergeführt. Gleichzeitig reformierte Moritz von Oranien das niederländische Heer (Oranische Heeresreform), welches so schon bald der militärischen Übermacht der Spanier Paroli bieten konnte.
Im Jahre 1598 starb Philipp II. von Spanien. Damit gingen die südlichen, das heißt die „Spanischen Niederlande“ in die Hände seiner Tochter Isabella und ihres Ehemannes, des Erzherzogs Albrecht von Österreich, über. Im Jahre 1601 begannen die spanischen Truppen mit der verlustreichen Belagerung von Ostende, die unter Ambrosio Spinola 1604 erfolgreich beendet wurde. Die Niederländer verloren somit ihren letzten Stützpunkt in Flandern. Am 12. April 1609 − zwei Jahre nach der Seeschlacht bei Gibraltar − konnten sich beide Seiten in Antwerpen auf einen zwölfjährigen Waffenstillstand einigen.

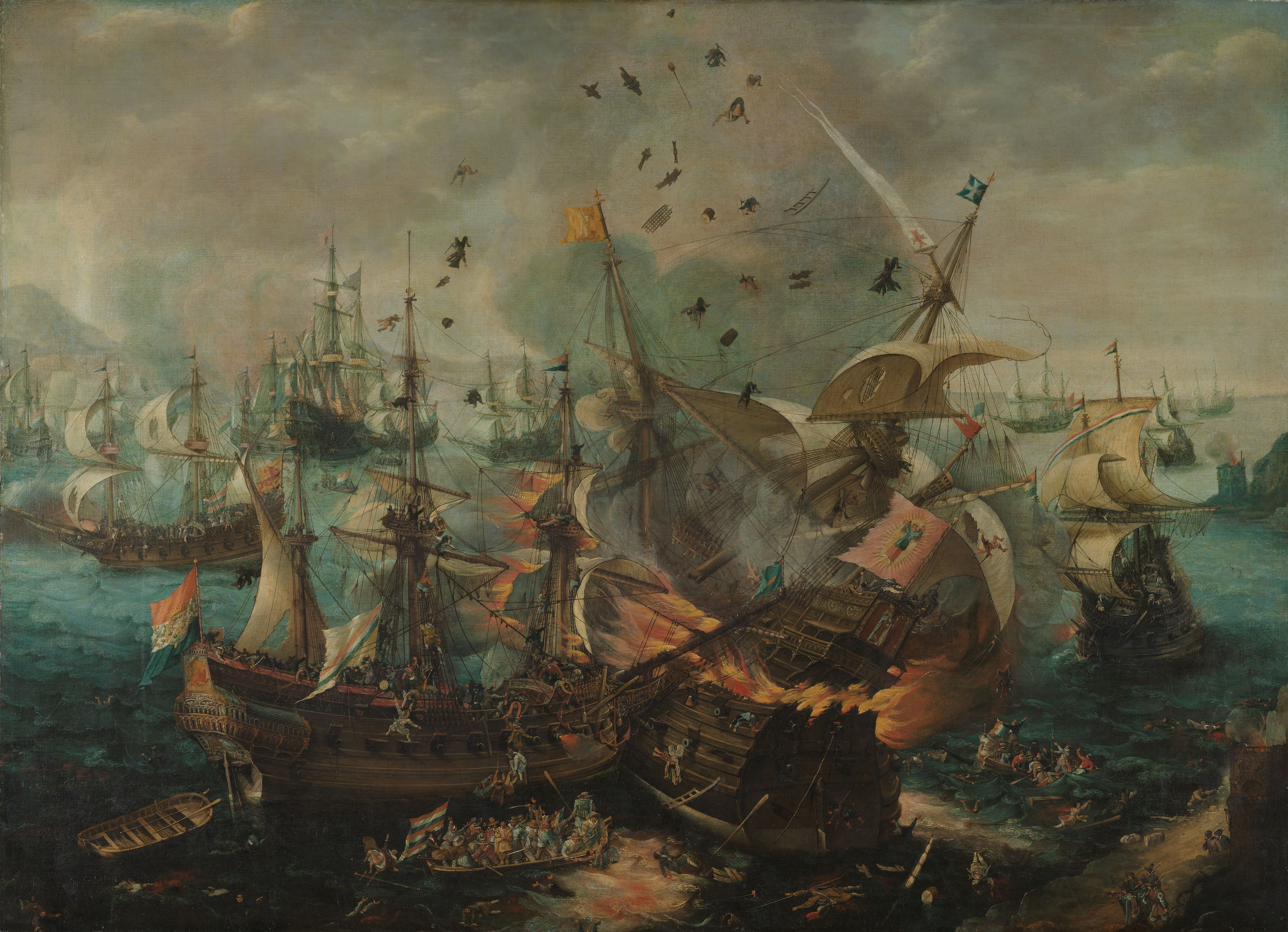
Die Schlacht bei Gibraltar in einer Darstellung von Hendrick Cornelisz. Vroom

1621 brach der Krieg im Rahmen des Dreißigjährigen Krieges erneut aus. In den Jahren 1624 und 1625 war er fast ganz auf die Belagerung und den vergeblichen Entsatz von Breda konzentriert. Er verlief zunächst ergebnislos, bis es den Niederländern unter Piet Pieterszoon Heyn gelang, die gesamte spanische Silberflotte zu erbeuten. Mit einem Teil der Beute finanzierte Friedrich Heinrich, Bruder und Nachfolger des Moritz von Nassau, unter anderem die Eroberung von ’s-Hertogenbosch (1629) und von Maastricht (1632). Eine Allianz mit Frankreich im Jahre 1635 zur Eroberung der Spanischen Niederlande war wenig erfolgreich, sondern führte im Gegenteil zum Verlust von Venlo, Roermond und anderen Städten an die Spanier.
Spanien strebte Frieden mit den Niederlanden an, um seine übrigen Kräfte auf den Krieg gegen Frankreich konzentrieren zu können. Auch in den Niederlanden, und hier vor allem in der Provinz Holland, formte sich im Laufe der 1640er Jahre eine republikanisch-patriziatische Elite, die für diesen Frieden eintrat. Hier waren vor allem die Amsterdamer Patrizier Andries und Cornelis Bicker, Cornelis und Andries de Graeff, sowie Jacob de Witt aus Dordrecht, die für eine Beendigung des Krieges sowie für eine Reduzierung der Landstreitkräfte eintraten. Dieser andauernde Kriegszustand verhinderte das wirtschaftliche Wachstum und die gesellschaftliche Entwicklung der Vereinigten Niederlande. Ebenfalls stärkte dieser Kriegszustand die Macht des Statthalters als Oberbefehlshaber der Streitkräfte, was nicht im Sinne der Republikaner war. Dies verstärkte den Konflikt zwischen ihnen und Statthalter Friedrich Heinrich von Oranien sowie den Reformierten Hollands.
Nach dem Tod Friedrich Heinrichs 1647 setzte die Provinz Holland zusammen mit drei weiteren Provinzen die Verhandlungen mit Spanien gegen den Widerstand von Friedrich Heinrichs Sohn Wilhelm II. fort. 1648 schlossen die Vereinigten Niederlande aufgrund des immensen politischen Drucks des gesamten Bicker-De Graeff Clans die Friedensverhandlungen mit Spanien ab, die im Frieden von Münster mündeten. Diese Verhandlungen waren ein separater Teil des Westfälischen Friedenskongresses, der das Ende des Dreißigjährigen Krieges und des Achtzigjährigen Krieges bedeutete und zugleich die internationale Anerkennung der Republik der Vereinigten Niederlande brachte.

## Kampfhandlungen in den Kolonien
Ab dem Jahre 1600 drangen wiederholt niederländische Kaperfahrer in die Gewässer der Philippinen ein und störten die Handelsrouten empfindlich. Das erste Aufeinandertreffen von spanischen und niederländischen Galeonen in den Gewässern der Philippinen fand am 12. Dezember 1600 statt und endete mit der Versenkung der San Diego. Mit dem Erstarken der Niederländer in Südostasien versuchten diese im Jahre 1646 den Archipel der Philippinen zu erobern. Dieser Angriff auf die spanische Oberhoheit wurde in den fünf Seeschlachten der La Naval de Manila abgewehrt.

## Rezeption
Goethes Trauerspiel Egmont spielt in der Stadt Brüssel während des Aufstands der Niederländer 1566–1568 gegen die spanische Herrschaft; das Ende des Trauerspiels entspricht historisch dem Anfang des Achtzigjährigen Krieges.
Friedrich Schiller beschäftigte sich in seiner historischen Abhandlung Geschichte des Abfalls der vereinigten Niederlande von der spanischen Regierung mit dem Krieg. Sein dramatisches Gedicht Don Karlos, das teilweise auf diesen historischen Recherchen beruht, spielt vor dem Hintergrund des Achtzigjährigen Krieges.
Später schilderte Wilhelm Raabe den Kampf der Wassergeusen in seiner Novelle Die schwarze Galeere.
Charles de Coster schildert in seinem Ulenspiegel den Aufstand der Geusen gegen die spanischen Unterdrücker.